# Projet Bluebird
Pour les articles homonymes, voir Bluebird.

Sceau de la CIA (en noir et blanc).

Le projet BLUEBIRD est un projet classifié de la Central Intelligence Agency (CIA) sur les techniques d'interrogatoire et la manipulation mentale. Il est mis en place en 1949 et 1950, dans un contexte de guerre froide, avant d'être renommé et de devenir ARTICHOKE le 20 août 1951. 
Des expérimentations secrètes du LSD ont lieu sur des bases militaires, aux États-Unis et à l'étranger, ainsi que dans des hôpitaux et des universités. En plus des psychotropes, des méthodes comme l'hypnose et les chocs électriques sont aussi étudiées et testées.
L'existence du projet est découverte au milieu des années 1970 par les enquêtes de plusieurs commissions du Sénat des États-Unis sur les activités clandestines des agences de renseignement américaines, révélant que les données obtenues ont été utilisées pour les projets suivants.

## Contexte
La recherche américaine d'une substance chimique capable d'influencer le comportement humain est initiée par l'Office of Strategic Service (OSS) au début des années 1940,,.
En 1949, alors que les tensions de la guerre froide s’intensifient, le comportement du cardinal József Mindszenty lors de son procès alerte les responsables de la CIA. Mis en scène par le régime communiste hongrois pour affaiblir l'influence de l’Église catholique, cet évènement a été préparé, le cardinal ayant été drogué pendant plusieurs jours avant de comparaître,,. 
En réaction, une équipe restreinte de chimistes est mobilisée à Fort Detrick, soutenue par la division des opérations spéciales (SOD) de l'U.S. Army Chemical Corps,. Des agents du bureau de sécurité de la CIA sont envoyés en Europe pour collecter des informations sur les méthodes de « lavage de cerveau » communistes, interrogeant des prisonniers et des transfuges,. Quelques mois plus tard, le 20 avril 1950, le directeur de l'agence Roscoe H. Hillenkoetter approuve BLUEBIRD et autorise l'utilisation de fonds clandestins dédiés au projet,,.
Selon l'enquêteur indépendant Hank P. Albarelli Jr., le nom de code du projet provient d'un commentaire formulé en 1950 lors d'une réunion du comité de planification de l'Office of Special Operations (OSO). La finalité des techniques d'interrogatoire « avancées » est décrite comme étant d'amener une cible à « chanter comme un merlebleu » (traduction en français de « to sing like a bluebird »).

## Généralités

### Direction
Un comité de direction, présidé par le colonel Sheffield Edwards, est chargé d'encadrer les expérimentations et la mise en place d'équipes opérationnelles,. Il est composé de responsables issus de plusieurs sections de la CIA : l'OSO, l'Office of Policy Coordination (OPC), l'Inspection and Security Office (I&SO), le Technical Service Staff (TSS) et l'Office of Medical Service (OMS),,.
Morse Allen, un ancien officier de renseignement naval affecté au bureau de sécurité de l'agence, prend la tête du projet en décembre 1950,. Il doit travailler en coopération avec les scientifiques de l'Office of Scientific Intelligence (OSI).

### Objectifs
BLUEBIRD est le premier projet de la CIA en lien avec l'utilisation d'agents biologiques et chimiques. Une grande partie des recherches sont consacrées à l'élaboration de techniques d'interrogatoire spéciales permettant de créer « une altération exploitable de la personnalité »,.
En 1976, le rapport de la commission Church indique un autre objectif : « Découvrir des moyens de conditionner le personnel pour empêcher l'extraction non autorisée d'informations par des moyens connus ».

La formation d'équipes d'interrogatoire prêtes à intervenir sur demande d'un service opérationnel de l'agence est aussi une priorité,. Dans une note interne, le colonel Edwards planifie la mise en place des deux premières équipes :

### Moyens
En annexe de cette même note, le budget prévisionnel pour une année est détaillé et estimé à 65 515 dollars,. De nombreux financements supplémentaires sont obtenus, mais les données budgétaires sont rares et difficiles à appréhender. Pour les besoins du projet, des universitaires et des experts spécialisés en cognition, criminologie, médecine et psychiatrie sont recrutés comme consultants, tandis que plusieurs hôpitaux, universités, pénitenciers et bases militaires abritent les expérimentations. La plupart des sujets sont des personnes atteintes de troubles mentaux légers qui ignorent leur rôle de cobaye. Dans d'autres cas, des volontaires sont recrutés en échange d'une rémunération,.
Un partenariat secret est conclu avec le laboratoire suisse Sandoz Pharmaceuticals pour fournir du LSD à tous les sites du projet. En échange de la drogue, l'agence devait fournir au laboratoire un accès total aux données de recherche, ce qu'elle ne fît pas,. Des canaux de communication indépendants des circuits officiels sont mis en place en raison de l'extrême sensibilité des activités,.
Les scientifiques de la CIA peuvent s'appuyer sur les conclusions des expérimentations conduites par l'OSS pendant la Seconde Guerre mondiale, ainsi que sur celles du projet CHATTER, initié en 1947 par la marine des États-Unis,.
En avril 1951, faisant suite à une demande du Dr H. Marshall Chadwell (OSI), le projet BLUEBIRD est exposé à des représentants des services de renseignement de la marine, de l'U.S. Army, de l'U.S. Air Force et du Federal Bureau of Investigation (FBI). La liaison avec les différentes branches des forces armées est approuvée par la direction de la CIA, ce qui permet d'étendre le champ des activités du projet,.

## Expérimentations

### Aux États-Unis
Le premier transport d'une cargaison de LSD à destination des États-Unis a lieu en 1949. La drogue est acheminée jusqu'à Boston où le médecin qui en a fait la demande, le Dr Max Rinkel, mène des expérimentations au Boston Psychopathic Hospital. Des étudiants volontaires, environ une centaine, sont recrutés pour tester les effets du psychotrope pendant une journée,,.
L'étude est présentée lors de la conférence annuelle de l'Association américaine de psychiatrie en 1950, au cours de laquelle Rinkel soutient que l'utilisation du LSD provoque une « agitation psychotique transitoire » proche de la schizophrénie. Son propos est repris par le Dr Paul Hoch, un autre psychiatre qui sera l'instigateur d'un programme similaire à New York quelques années plus tard, causant la mort d'un homme,,.
Morse Allen se concentre sur des méthodes alternatives à l'utilisation de moyens biologiques et chimiques, en particulier les états transitoires résultant d'un profond sommeil ou d'une série de chocs électriques,. Une collection de fichiers liés aux projets BLUEBIRD et ARTICHOKE a été retrouvée le 15 août 1977 et examinée, démontrant un fort intérêt des responsables pour l'hypnose,,. En février 1951, de nouvelles instructions sont transmises aux équipes d'interrogatoire concernant le recours à l'hypnose, qui devient systématique,.

### À l'étranger

#### En Allemagne
Après la Seconde Guerre mondiale, l'armée des États-Unis investit une base militaire notoirement utilisée comme centre d'interrogatoire par la Luftwaffe,. Des équipes du projet BLUEBIRD y sont déployées pour mener des expérimentations secrètes sur des prisonniers soviétiques, sous la supervision de Kurt Blome, ancien responsable du programme d'armement chimique du Troisième Reich, et de Walter P. Schreiber, qui fut général au sein du service médical de la Wehrmacht,,. Le site, rebaptisé « Camp King », sera aussi utilisé par les équipes d'interrogatoire du projet ARTICHOKE et les scientifiques du projet CHATTER,. 
À quelques kilomètres de la base, près du village de Kronberg, une maison abrite une salle en sous-sol pour les interrogatoires les plus sensibles. Considérée comme l'une des premières prisons secrètes de la CIA, la « villa Schuster » ou « Haus Waldhof » est visitée par les mêmes agents et scientifiques du renseignement américain,,. D'autres sites clandestins sécurisés sont établis en Allemagne de l'Ouest, à Mannheim, Munich et Berlin, où les équipes du projet peuvent agir en dehors du cadre légal en vigueur aux États-Unis,.

#### Au Japon
En juillet 1950, une équipe du projet est envoyée au Japon pour interroger quatre personnes soupçonnées de collusion avec l'ennemi, quelques semaines après le début de la guerre de Corée. L'objectif est de tester l'efficacité des techniques d'interrogatoire spéciales mises au point, notamment les effets combinés de la benzédrine (amphétamine) et de l'amobarbital (barbiturique). Une dose de picrotoxine (neurotoxine) est également administrée à deux des quatre sujets. Les membres du projet ont reçu l'ordre de dissimuler la véritable nature de leur mission, en prétextant mener une étude sur l'utilisation intensive du polygraphe pour les interrogatoires,. En octobre 1950, d'autres expérimentations ont lieu sur vingt-cinq prisonniers de guerre nord-coréens. 

## Fin du projet
En 1951, Allen W. Dulles rejoint la CIA en tant que responsable des opérations clandestines. Le développement du projet BLUEBIRD est une priorité selon lui. Les officiers Frank Wisner, James Jesus Angleton et Richard Helms partagent cette considération, mais ne possèdent pas les connaissances scientifiques nécessaires. Pour superviser l'ensemble des activités de l'agence sur la manipulation mentale, Dulles nomme le Dr Sidney Gottlieb à la tête de la division chimie nouvellement créée du bureau des services techniques (TSS),.
Le 8 août 1951, à l'issue d'une réunion avec des représentants militaires, H. Marshall Chadwell recommande l'attribution d'un nouveau nom de code pour le projet, argumentant que sa désignation est connue de plusieurs personnes qui ne lui sont plus liées.
Le 20 août 1951, le projet BLUEBIRD est renommé ARTICHOKE,,. En avril 1953, Dulles approuve le projet MK-ULTRA, vaste effort entrepris par la CIA pour le contrôle du comportement humain,. 
Les objectifs de ces projets sont décrits dans le rapport final de la commission Church, publié le 29 avril 1976,. Il contient peu d'informations concernant les expérimentations, mais révèle que l'infrastructure de BLUEBIRD et les données obtenues ont été reprises pour les projets suivants.